# Porphyrolaema porphyrolaema
Porphyrolaema porphyrolaema là một loài chim trong họ Cotingidae.